# Guineisch-portugiesische Beziehungen
Die guineisch-portugiesischen Beziehungen umfassen die bilateralen Beziehungen zwischen Guinea (port.: Guiné-Conacri) und Portugal. Die Länder unterhalten seit 1979 direkte diplomatische Beziehungen.
Das Verhältnis beider Staaten geht auf die erste Anwesenheit von Portugiesen im heutigen Guinea im 15. Jahrhundert zurück, erlebte aber seine intensivsten und gleichzeitig schwierigsten Phasen zwischen der Unabhängigkeit Guineas 1958 und dem Ende der kolonialistischen, von Salazar begründeten Diktatur in Portugal 1974. Der bilaterale Handel, die guineische Gemeinde in Portugal, die gemeinsame Mitgliedschaft in den UNO-Organisationen und die Zusammenarbeit zwischen Guinea und der EU sind die wichtigsten Verbindungspunkte der insgesamt eher wenig intensiven Beziehungen, die auch durch die seit 1984 anhaltenden inneren Krisen in Guinea behindert werden.
Im Jahr 2019 waren 1415 Staatsbürger Guineas in Portugal gemeldet, davon mit 1103 die meisten im Großraum Lissabon. 2017 waren 13 Portugiesen konsularisch in Guinea registriert, der portugiesische Honorarkonsul in Guinea ging 2009 noch von 30 portugiesischen Staatsbürgern in Guinea aus, darunter auch einige aus dem Nachbarland Guinea-Bissau mit portugiesischer Staatsbürgerschaft.

## Geschichte
Die Songhai beherrschten große Teile des heutigen Guinea, als portugiesische Entdeckungsreisende Mitte des 15. Jahrhunderts als erste Europäer hier ankamen. Der portugiesische Seefahrer António Fernandes erreichte 1446 den damals südlichsten bekannten Punkt Afrikas, das heutige Conakry und die Los-Inseln, deren Name auf die Portugiesen zurückgeht: sie nannten sie „Ilhas dos Ídolos“, also „Inseln der Idole (Götterbilder)“. Die Inseln wurden zwischenzeitlich eine wichtige Zwischenstation für die sich südlich immer weiter ausdehnenden Handelsrouten der Portugiesen. Diese erforschten auch die Küste Guineas weiter, ließen sich jedoch hier nicht dauerhaft nieder.
Im 19. Jh. wurde das heutige Guinea französische Kolonie, bis es 1958 unabhängig wurde. Zum autoritären Estado Novo-Regime in Portugal mit seiner rückwärtsgewandten Kolonialpolitik entstanden dabei keine Beziehungen.
Die Beziehungen zwischen der jungen Republik Guinea und dem kolonialistischen Portugal verschlechterten sich weiter, als auch im benachbarten Portugiesisch-Guinea der Portugiesische Kolonialkrieg ausbrach. Im weiteren Verlauf eskalierte der Krieg dort immer weiter, und es kam zu vereinzelten Geheimoperationen der Portugiesischen Streitkräfte in das Staatsgebiet von Guinea hinein, das die Unabhängigkeitsbewegung PAIGC unterstützte. So hatte sie ihren Hauptsitz in der guineischen Hauptstadt Conakry.
Die Unterstützung der Unabhängigkeitsbewegung in Guinea-Bissau brachte Guinea unter seinem panafrikanisch gesinnten Staatschef Sékou Touré in direkte Konfrontation zu Portugal. Am 22. November 1970 kam es mit der Operation Mar Verde zum Tiefpunkt der Beziehungen, als portugiesische Kräfte mit einem Militärschlag in Conakry die Regierung Tourés stürzen, portugiesische Gefangene befreien und das PAIGC-Hauptquartier zerschlagen wollte. Der Anschlag war nur teilweise erfolgreich. Auch die Ermordung des PAIGC-Anführers Amílcar Cabral in Conakry 1973 wurde portugiesischen Kräften zugeschrieben, erfolgte jedoch im Zusammenhang mit einem internen Aufstand von Guinea-Bissauern gegen Kapverdier innerhalb der PAIGC. Touré beendete diesen internen Putsch mit eigenem Militär, und der Unabhängigkeitskampf gegen die Portugiesen im Nachbarland verlief weiter erfolgreich. Noch 1973 bildete die PAIGC in Conakry eine Exilregierung und erklärte am 24. September 1973 die Unabhängigkeit Guinea-Bissaus. Der rechtsgerichtete portugiesische Oberbefehlshaber Guinea-Bissaus und damit Gegenspieler Tourés, General António de Spínola, erklärte den Krieg für nicht zu gewinnen und veröffentlichte Anfang 1974 sein Buch „Portugal und die Zukunft“, das seine Absetzung bewirkte, aber auch eine Krise auslöste und damit das Ende des Regimes beschleunigte.
Mit der linksgerichteten Nelkenrevolution am 25. April 1974 endete das repressive Estado Novo-Regime in Portugal. Das zur Demokratie zurückgekehrte Portugal beendete danach seine Kolonialkriege, leitete die Entkolonialisierung seiner Überseebesitzungen ein und stellte seine internationalen Beziehungen auf eine neue Grundlage. Am 10. September 1974 erkannte Portugal die Unabhängigkeit Guinea-Bissaus an und begann damit, partnerschaftliche Beziehungen insbesondere zu afrikanischen Staaten aufzubauen.
Am 2. Januar 1979 gingen Guinea und Portugal diplomatische Beziehungen ein. Am 19. März 1985 akkreditierte sich der erste Vertreter Portugals in Conakry. Eigene Botschaften richteten die Staaten seither noch nicht ein (Stand 2020).

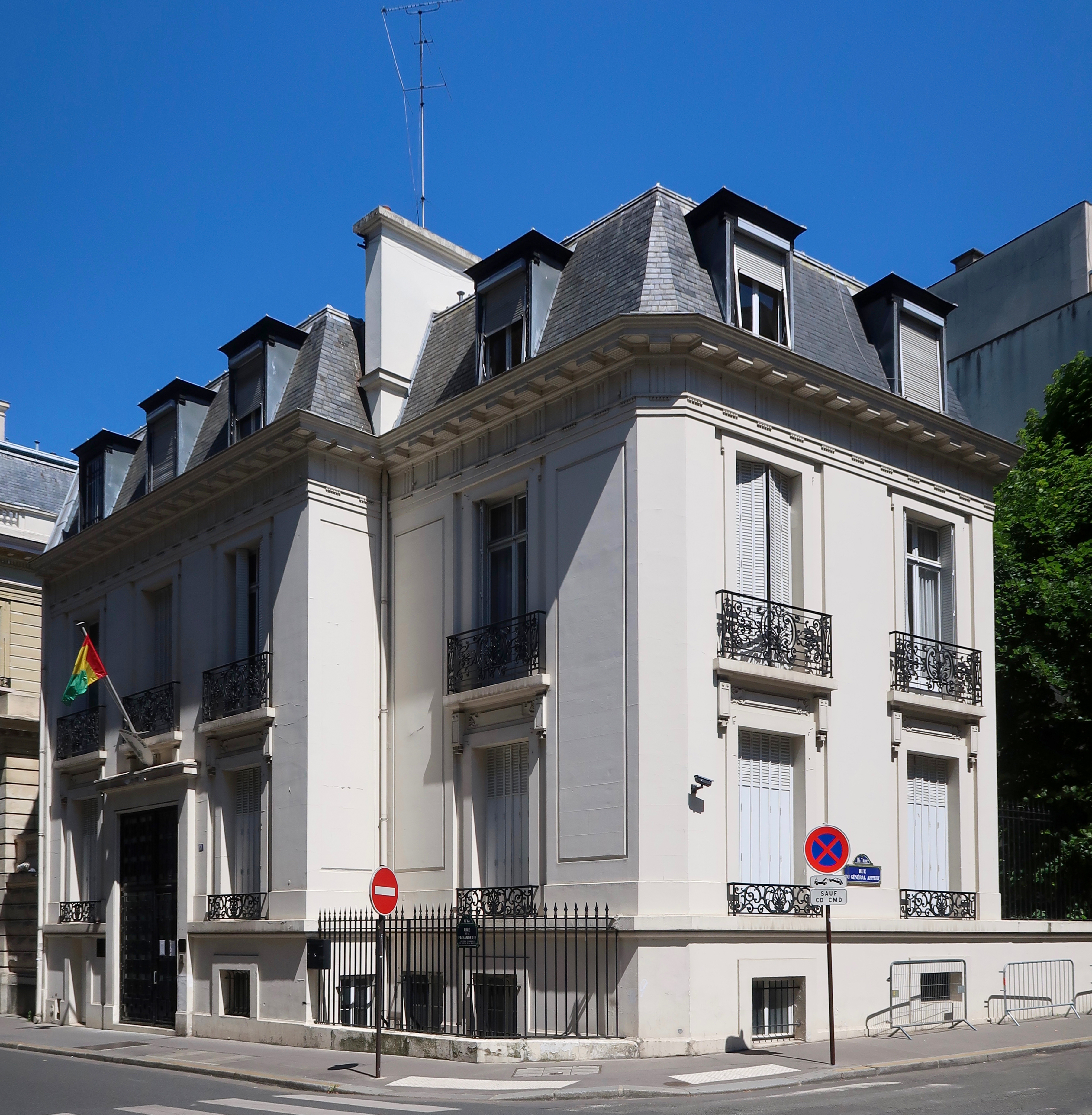
Die Botschaft Guineas in Paris, sie ist auch für Portugal zuständig

Die seit dem Tod Tourés 1984 anhaltenden inneren Unruhen, Verstrickungen in die Krisen der Nachbarländer Sierra Leone und Liberia und der Ausbruch der Ebola-Epidemie 2014 bis 2016 verhinderten seither eine stärkere Entwicklung Guineas. Insbesondere der Putsch vom 28. September 2009 und die folgenden Unruhen verschlechterten die internationalen Beziehungen Guineas und verhinderten auch engere Beziehung zu Portugal.

## Diplomatie
Guinea führt keine eigene Botschaft in Portugal, das Land wird vom guineischen Botschafter in Paris betreut. In Porto hat Guinea ein Honorarkonsulat eingerichtet.
Portugal unterhält keine eigene Botschaft in Guinea, das Land gehört zum Amtsbezirk des portugiesischen Botschafters im Senegal. Auch ein Konsulat hat Portugal aktuell nicht in Guinea, ein zwischenzeitlich bestehendes Honorarkonsulat in Conakry wurde nach dem Putsch 2009 aufgelöst.

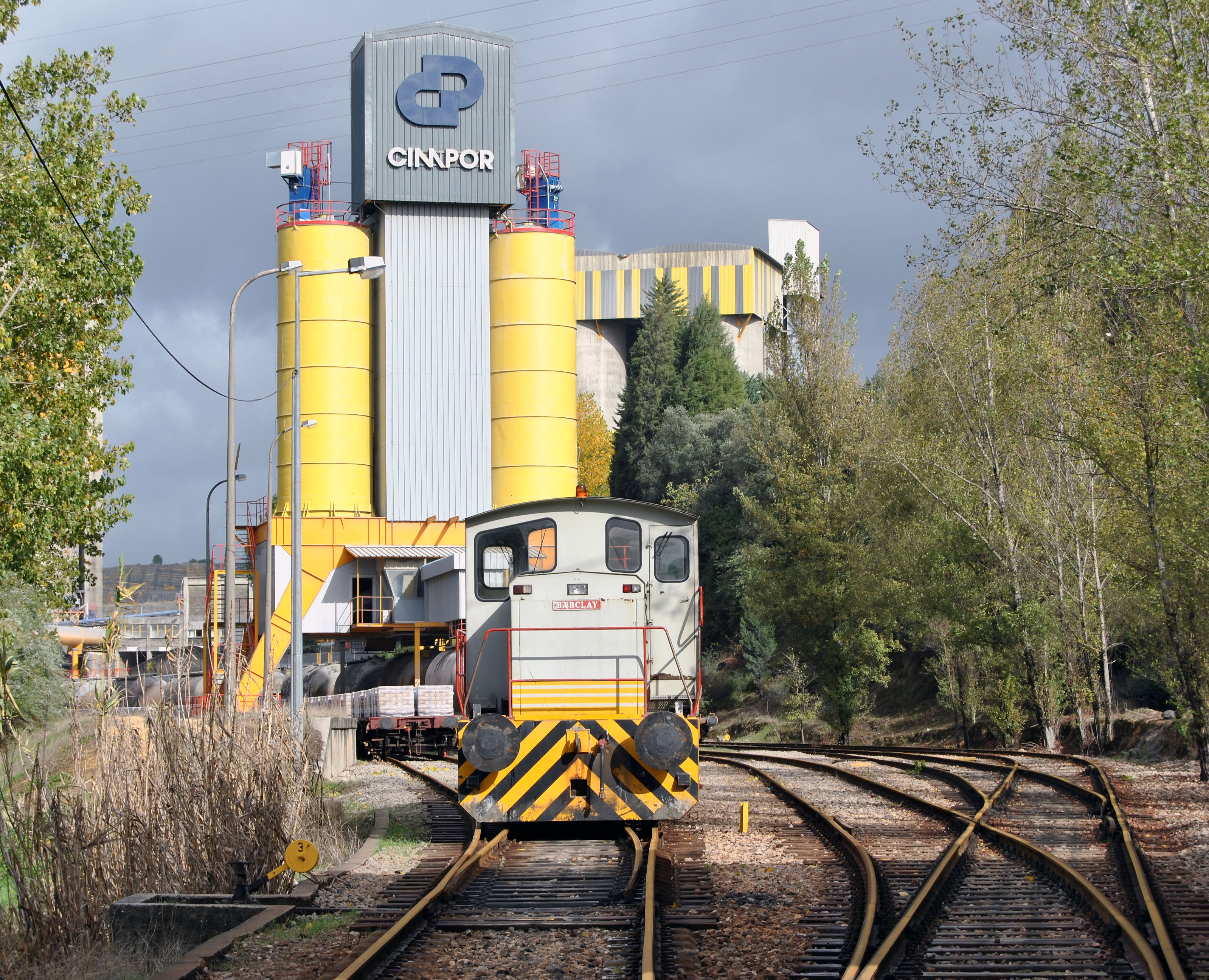
Cimpor-Zementfabrik bei Coimbra: Zement ist das wichtigste Einzel-Exportgut Portugals nach Guinea, von wo Roh-Baumwolle als wichtigstes Handelsgut nach Portugal kommt

## Wirtschaft
Das Handelsvolumen zwischen Guinea und Portugal belief sich im Jahr 2016 auf 14,784 Mio. Euro (2015: 28,869 Mio.; 2014: 18,836 Mio.; 2013: 8,419 Mio.; 2012: 10,067 Mio.). 165 portugiesische Unternehmen waren dabei im Handel mit Guinea tätig.
Dabei importierte Guinea Waren im Wert von 13,698 Mio. Euro aus Portugal (2015: 28,507 Mio.; 2014: 18,624 Mio.; 2013: 7,888 Mio.; 2012: 9,500 Mio.), darunter 32,6 % Erze und Minerale, 16,5 % Metalle, 14,7 % Maschinen und Geräte, 9,7 % Fahrzeuge und Fahrzeugteile, und 9,7 % Kunststoffe und Gummi.
Portugal führte gleichzeitig aus Guinea Waren im Wert von 1,086 Mio. Euro ein (2015: 0,362 Mio.; 2014: 0,212 Mio.; 2013: 0,531 Mio.; 2012: 0,567 Mio.), davon 44,0 % textile Stoffe, 21,6 % Maschinen und Geräte und 18,8 % Minerale und Erze.
Damit stand Guinea im portugiesischen Außenhandel an 76. Stelle als Abnehmer und an 132. Stelle als Lieferant, während Portugal im guineischen Außenhandel damit an 35. Stelle als Abnehmer und an 20. Stelle als Lieferant stand.
Die portugiesische Außenhandelskammer AICEP unterhält keine Niederlassung in Guinea, das Land wird vom AICEP-Büro in der senegalesischen Hauptstadt Dakar betreut.

## Sport

### Fußball
Die Guineische Fußballnationalmannschaft und die Portugiesische Fußballauswahl der Männer sind bisher noch nicht aufeinander getroffen, auch die Guineische und die Portugiesische Frauenelf haben bislang noch nicht gegeneinander gespielt (Stand 2020).
Gelegentlich laufen guineische Fußballspieler auch für portugiesische Klubs auf, etwa Nationalspieler Alhassane Keita, der 2017 bei Marítimo Funchal und 2018 bei Belenenses Lissabon unterschrieb. Nationalspieler Boubacar Fofana begann seine Karriere in Portugal, wo er auch bei einer Reihe Klubs spielte.

### Andere
Die portugiesische Leichtathletin Fatoumata Diallo wurde in Guinea geboren und lebt seit ihrem fünften Lebensjahr in Portugal.